# 坊垣醸造
坊垣醸造合名会社（ぼうがきじょうぞう）は、兵庫県神戸市東灘区御影石町に本社を置く日本酒の酒造メーカー（休造中）。灘五郷酒造組合に参画するメーカーの1つで、御影郷に属する。代表銘柄は「戎面」（えびすかほ）。

## 沿革
1917年（大正6年）創業。1995年の阪神・淡路大震災で被災し、休造。
2019年現在、委託醸造等も行われておらず、灘五郷の酒蔵によるイベントにも参加していない。